# 卡拉恰卡汗
卡拉恰卡汗（格鲁吉亚语：ყარჩიხა-ხანი；？—1625年），是伊朗薩非王朝亞美尼亞人出身的將領。他最為人所知的是對阿拔斯一世的忠誠和對瓷器的收集，他死於一次對格魯吉亞叛亂分子的鎮壓中。 

## 生平
他生於亞美尼亞埃里溫一個基督徒家庭中，童年時成為了薩非王朝的古拉姆，接受軍事培訓並改宗伊斯蘭教。1605年卡拉恰卡伯克通过请求后被編入火槍手團中，在他同是古拉姆的指挥官阿拉威爾迪汗指揮下打敗靠近第比利斯附近的奧斯曼帝國军队 。
在薩非王朝政府的軍隊和行政管理生涯中，他收集了不少有價值的中國瓷器，並在1610年左右贈送給沙阿阿拔斯（國王）與親密同伴。在1616年他獲得可汗的头衔，並被任命為薩非軍隊總司令。明年他成為大不里士和阿塞拜疆所有州的州長，但很快就被國王召回繼續作為東北呼羅珊馬什哈德的總督。 
1624年，卡拉恰卡汗和格魯吉亞人出身的穆拉夫汗討伐在格魯吉亞的叛軍，穆拉夫汗與叛亂分子私通並摧毀伊朗駐格魯吉亞的穆爾塔卡皮軍營，並殺死卡拉恰卡汗和他的一個兒子，伊瑪目威爾第可汗。他们二人被埋葬在伊朗的家族圣陵建筑群里。
卡拉恰卡汗的其他兒子如阿布爾·法提赫·馬努切爾汗（死于1636年）則上升到馬什哈德和庫姆國王圖書館的負責人。阿布爾·法提赫·馬努切爾汗的儿子（死于1668左右）与他为促进和发展文化和教育注资而闻名。

## 脚注
1. ↑  Babaie 2004，第121頁.
2. ↑  Babaie 2004，第125頁.
3. 1 2 3 4  Babaie 2004，第127頁.
4. ↑  Rayfield 2012，第194頁.
5. ↑  Matthee 2011，第28頁.
6. ↑  Babaie 2004，第130頁.